# Стамбульский университет

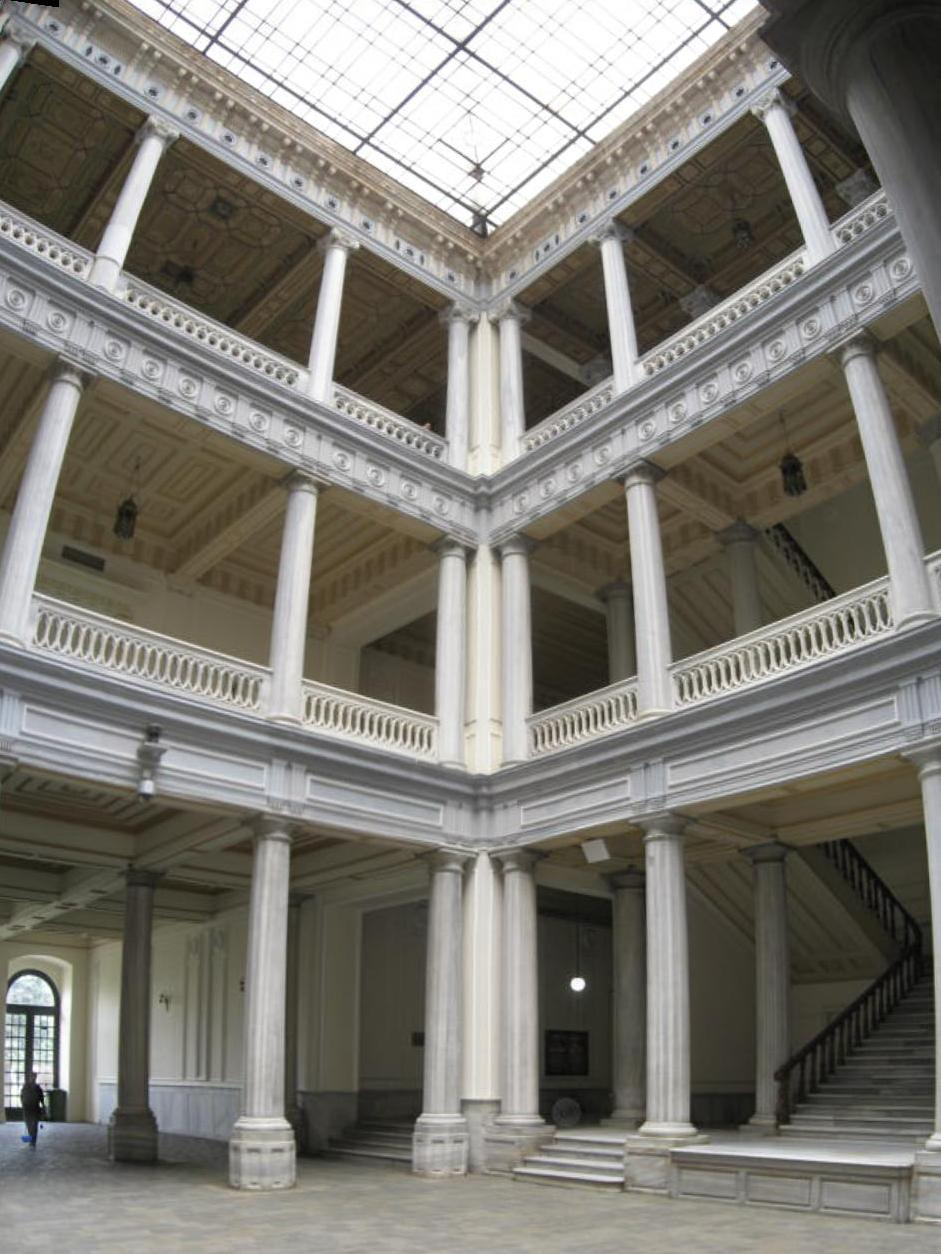
Внутренняя часть основного корпуса

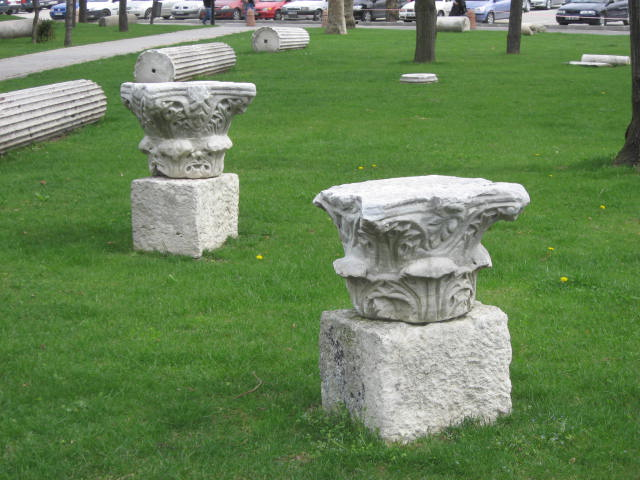
Фрагменты Византийских построек рядом с Башней Беязит

Стамбульский университет (тур. İstanbul Üniversitesi, англ. Istanbul University) — ведущее высшее учебное заведение Стамбула и Турции, старейший университет страны. 
Основная территория университета расположена в старой части города, между мечетью Беязит и мечетью Сулеймание. В настоящее время в университете и его филиалах обучается более 60 тыс. студентов и около 18 тыс. аспирантов, преподавательский состав насчитывает более 3,5 тыс. профессоров. Стамбульский Университет является одним из старейших университетов Турции.

## История
Основан в 1846 году на базе медресе, основанного по приказу султана Мехмеда Завоевателя после взятия Константинополя в 1453 году. До XX века являлся высшей мусульманской школой, после провозглашения Турецкой Республики (1923) был реорганизован в 1927 и 1933 годах и стал светским образовательным учреждением.
Единственным университетом Турции, вошедшим в список лучших 500 университетов в мире в 2011 году, был Стамбульский Университет. C 2006 года, Стамбулский университет входит в список 500 лучших университетов мира. Университет по списку в Азиатско-Тихоокеанском регионе входит в число 100 лучших университетов.
Данный университет входит в Европейскую университетскую ассоциацию (EUA), а также в Coimbra Group. Осуществляется обмен студентами и преподавателями через такие программы, как Farabi, Erasmus, Mevlana. Процесс обучения происходит в соответствии с Болонской системой.
Выпускникам Стамбульского университета выдается особое приложение к диплому (DS).

## Библиотека Стамбульского университета
Библиотека Стамбульского университета основана в 1925 году и является одной из крупнейших библиотек Турции. Её фонд насчитывает более 250 тысяч томов книг и более 18 тысяч рукописей.

## Факультеты
- Стамбульский Медицинский Факультет
- Юридический Факультет
- Филологический Факультет
- Факультет Естественных Наук
- Экономический Факультет
- Факультет Лесного Хозяйства
- Факультет Фармацевтики
- Факультет Стоматологии
- Медицинский Факультет Джеррахпаша
- Факультет Менеджмента
- Факультет Политологии
- Факультет Ветеринарии
- Факультет Инженерии
- Факультет Водной Промышленности
- Факультет Коммуникаций
- Факультет Теологии
- Образовательный Факультет им. Хасана Али Юджеля